# جولة دينجرس العالمية
جولة دينجرس العالمية (بالإنجليزية: Dangerous World Tour)‏ هي ثاني جولة موسيقية عالمية منفردة للمغني الأمريكي مايكل جاكسون. الجولة مدعومة من طرف بيبسي كولا، تضمنت 69 عرض وقد ذهبت جميع أرباحها لجمعيات خيرية مختلفة يمتلكها جاكسون ومن بينها جمعية هيل ذا وورلد.
انطلقت حفلات العروض يوم 27 يونيو من عام 1992، وانتهت يوم 11 نوفمبر من سنة 1993.